# Schlesen
Schlesen er en by og kommune i det nordlige Tyskland, beliggende i Amt Selent/Schlesen i den nordlige del af Kreis Plön. Kreis Plön ligger i den østlige/centrale del af delstaten Slesvig-Holsten.

## Geografi
Schlesen er beliggende ved den nordøstlige bred af Dobersdorfer See omkring 5 km øst for Schönkirchen, ca. 10 km nord for Preetz og ca. 7 km syd for Schönberg (Holsten) ved Landesstraße 211 mellem Preetz og Schönberg.
I kommunen ligger ud over Schlesen, landsbyerne og bebyggelserne Barten, Bauerswegen, Christienhof, Faulengraben, Fernhausen, Friesenhof, Georgenfelde, Hof Barth, Kahlkamp, Kahlbusch, Neuenkrug, Selkau, Spliessteich og Ziegelhof.

### Nabolandsbyer
Nabolandsbyer er Stoltenberg, Fargau (i kommunen Fargau-Pratjau), Tökendorf og Jasdorf (begge i kommunen Dobersdorf).
Derudover grænser kommunen mod nordvest op til nabokommunen Passade og mod sydvest til Rastorf.